# Blodöra
Blodöra "Othematom" är en blödning (hematom) mellan huden och öronbrosket där öronbrosket spricker och blod ansamlas mellan den inre och den yttre huden. Detta gör att örat känns mjukt och vätskefyllt. Blödningen kan vara liten eller omfatta nästan hela örat. Hos människor är detta vanligt bland utövare av kontaktsporter och leder utan behandling till blomkålsöron.  Hos djur som hundar orsakas tillståndet av att djuret skakar på huvudet eller kliar sig mycket. Det är vanligt att grundorsaken är en öroninflammation. Det drabbade djuret eller människan får ofta ett visst obehag av blodörat, främst genom tyngden. Örat brukar inte vara speciellt ömt när man tar på det, ömmar det ändå kan det vara ett tecken på att det blivit infektion inne i öronlappen.

## Symptom
- Vid blodöra blir en del av, eller hela örat, ett par tre centimeter tjockt.
- Om man klämmer på örat kan man känna att det är vätskefyllt. En hund som normalt har ståndöron kan få öron som slokar.
- Förloppet brukar vara smygande under någon eller några dagar.
- Om man inte gör något alls kommer blodet att sugas upp med ett blomkålsöra som följd.

## Diagnos
- Klinisk undersökning, blodörat syns oftast tydligt.
- Öronundersökning, för att hitta en bakomliggande orsak.

## Vårdmetoder
Ett sätt är att man inte gör något alls åt själva blodörat, utan bara behandlar den eventuella öroninflammationen. Så småningom avstannar blödningen i örat och blodet koagulerar. Därefter resorberas blodet av kroppen. Det blir en viss bildning av ärrvävnad i öronlappen och den blir aldrig lika tunn som den varit. Dessutom blir den oftast lite skrynkligt hopdragen. Detta är enbart en utseendefråga, hunden har inga besvär av det. 
Det andra sättet är att tömma ut blodet. Om det ska vara någon vits med det, måste man samtidigt göra en operation, där man syr tvärs igenom öronlappen med ett flertal stygn som trycker inner- och ytterhuden mot varandra. Ofta fäster man suturerna i knappar eller kompresser på ut- och insidan. Dessa suturer ska sedan sitta i 2-3 veckor, så att de båda hudlagren får läka fast vid varandra ordentligt. Om man bara tappar ur blodet, fyller blödningen oftast på mer blod igen och då har man gjort en inkörsport för infektion inne i öronlappen

## Prognos
Blodöra är inte farligt för hunden, det orsakar bara obehag. Det är oftast djurägarens syn på hur hunden ska se ut som avgör vilken metod som används för att behandla. Problemet kan återkomma.